# Río San José (Uruguay)
El río San José es un curso de agua uruguayo que atraviesa los departamentos de Flores y de San José perteneciente a la Cuenca del Plata.
Nace en la Cuchilla Grande inferior y desemboca en el río Santa Lucía tras recorrer alrededor de 125 km.